# The Silver Lining (álbum de Soul Asylum)
The Silver Lining es el noveno álbum de Soul Asylum, el primero en estudio desde el lejano Candy from a Stranger de 1998. Fue lanzado el 11 de julio de 2006 y es el último álbum en estudio con el bajista original Karl Mueller, quien falleció de cáncer el 17 de junio de 2005. Mueller pudo tocar en la mayoría de las canciones, pero la banda tuvo que contratar a personal adicional para completar el álbum, incluyendo a Tommy Stinson.
El sencillo "Stand Up And Be Strong" fue elegido por la ABC y ESPN para la cubierta de su "college football" para la sesión 2006-2007.

## Lista de canciones
Todas las canciones escritas por Dave Pirner.
1. "Stand Up And Be Strong" - 4:22
2. "Lately" - 3:27
3. "Crazy Mixed Up World" - 3:55
4. "All Is Well" - 3:13
5. "Bus Named Desire" - 3:04
6. "Whatcha Need" - 3:50
7. "Standing Water" - 4:38
8. "Success Is Not So Sweet" - 4:56
9. "The Great Exaggerator" - 4:06
10. "Oxygen" - 4:01
11. "Good For You" - 3:52
12. "Slowly Rising" - 3:55 / *"Fearless Leader" - 3:32 (*pista escondida)

La versión japonesa incluye además la canción "Showtime".

## Sencillos
1. "All is Well"
2. "Stand Up and Be Strong"
3. "Standing Water"

## Estadísticas
| Año  | Estadística   | Posición |
| ---- | ------------- | -------- |
| 2006 | Billboard 200 | 155      |